# 1. Division 1909/1910
Patnáctý ročník 1. Division (1. belgické fotbalové ligy) se konal od 26. září 1909 do 12. června 1910.
Sezonu vyhrál pošesté v klubové historii Royale Union Saint-Gilloise, který v dodatečném utkání porazil Bruggy 1:0. Nejlepším střelcem se stal hráč Royale Union Saint-Gilloise Maurice Vertongen, který vstřelil 36 branek. Soutěže se zúčastnilo opět 12 klubů v jedné skupině.